# Adolf Frick
Adolf Frick (ur. 6 marca 1846 w Radomiu, zm. 20 czerwca 1891 w Lublinie) – polski przemysłowiec, piwowar i działacz społeczny, w okresie aktywności zawodowej związany z Lublinem, pochodzenia niemieckiego.

## Życiorys
Urodził się w Radomiu. Wywodził się z rodziny protestanckiej pochodzenia niemieckiego. Ukończył radomskie gimnazjum, a następnie studia na Wydziale Prawa i Administracji Szkoły Głównej Warszawskiej.
Po studiach przeniósł się do Lublina. Z jego inicjatywy w 1884 powstała Kasa Pożyczkowa Przemysłowców Lubelskich (obecnie w jej budynku mieści się Grand Hotel Lublinianka). Była to największa spółdzielnia oszczędnościowo-kredytowa w Lublinie, obejmująca 40% wszystkich obrotów kredytowych w mieście. Instytucja ta udzielała kredytów inwestycyjnych i obrotowych na prowadzenie działalności gospodarczej.
Był także współorganizatorem lubelskiej Resursy Kupieckiej (1881) i Towarzystwa Kredytowego miasta Lublina (1885), udzielającego kredytów hipotecznych (w latach 1885–1890 był dyrektorem tego Towarzystwa). Zabiegał o założenie Państwowej Szkoły Realnej i wodociągów w Lublinie. W czasie wystawy rolniczo-przemysłowej w Warszawie w 1885 współfinansował budowę pawilonu, w którym prezentował się przemysł lubelski.
W 1884 z inicjatywy braci Adolfa i Juliusza Fricków założona została w Lublinie spółka udziałowa „Teatr Lubelski”, która przyczyniła się do budowy gmachu teatru, wzniesionego w latach 1884–1886 (obecnie mieści się w nim Teatr im. Juliusza Osterwy).
Wraz z bratem Juliuszem prowadził w Lublinie browar parowy „A. i J. Frick”. Przedsiębiorstwo działało od 1869 i wyrabiało piwo bawarskie oraz porter. Po śmierci Adolfa browar został przejęty przez braci Augusta Karola i Juliusza Rudolfa Vetterów i włączony do ich przedsiębiorstwa (Browar Vetterów).
Zmarł w 1891 w Lublinie. Został pochowany na cmentarzu ewangelickim przy ulicy Lipowej w Lublinie.

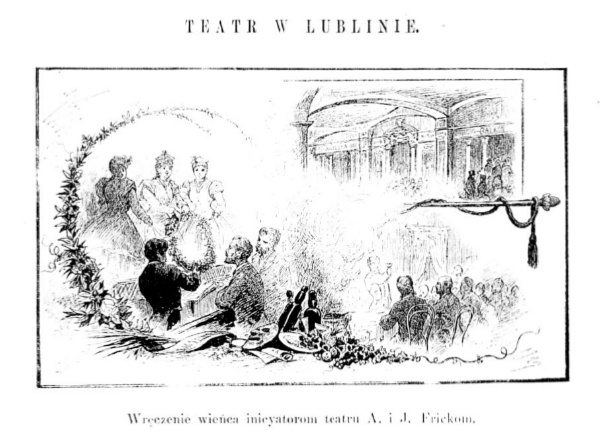
Wręczenie wieńca inicjatorom powstania teatru w Lublinie A. i J. Frickom (1886)
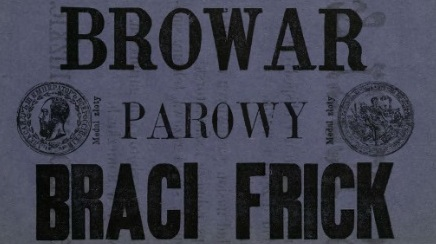
Afisz reklamowy browaru braci Frick
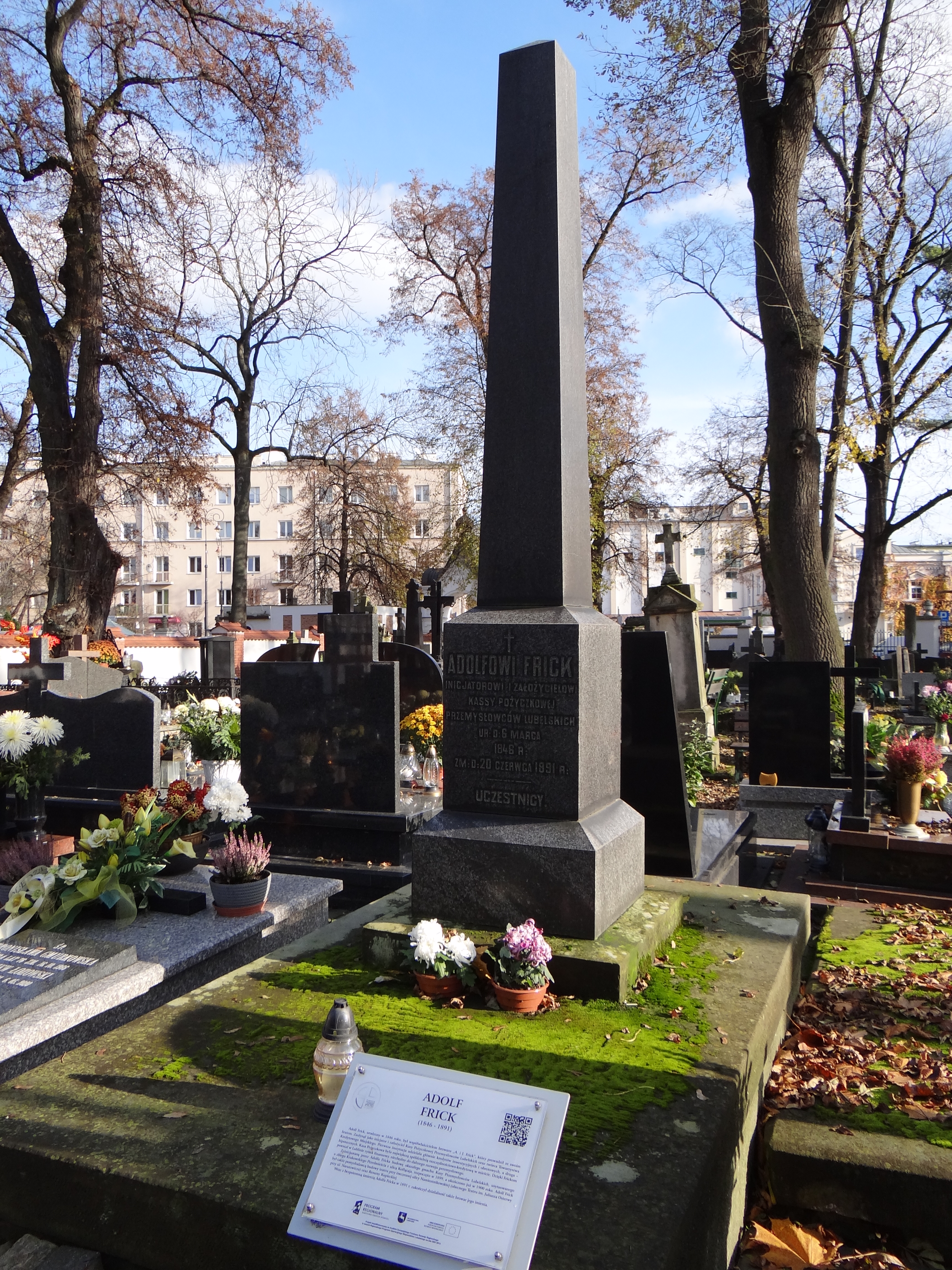
Grób Adolfa Fricka na cmentarzu przy ulicy Lipowej w Lublinie